# Campeonato del Mundo de patinaje de velocidad en línea 2016
El Campeonato Mundial de patinaje de velocidad en línea de 2016 tuvo lugar del 11 al 18 de septiembre de 2016 en Nankín, China. Fue el tercer campeonato mundial organizado por el país asiático.

## Mujeres
| Distancia                          | Oro                                                         | Plata                  | Bronce            |
| Pista                              | Pista                                                       | Pista                  | Pista             |
| ---------------------------------- | ----------------------------------------------------------- | ---------------------- | ----------------- |
| Senior 300 m Contrarreloj          | María José Moya                                             | Yi-seul An             | Jercy Puello      |
| Senior 500 m Sprint                | Paola Segura                                                | Jercy Puello           | Erin Jackson      |
| Senior 1.000 m Sprint              | Francesca Lollobrigida                                      | Mareike Thum           | Fabriana Arias    |
| Senior 10.000 m Puntos/Eliminación | Mayra Arias                                                 | Fabriana Arias         | Ga-Ram Yu         |
| Senior 15.000 m Eliminación        | Luz Karime Garzón                                           | Fabriana Arias         | Mayra Arias       |
| Senior 3.000 m Relevos             | Italia                                                      | Colombia               | Corea del Sur     |
| Ruta                               |                                                             |                        |                   |
| 100 m Sprint                       | María José Moya                                             | Yesenia Escobar        | Laethisia Schimek |
| 1 Vuelta                           | Jercy Puello                                                | Solymar Vivas          | Ho-Chen Yang      |
| 10.000 m Puntos                    | Francesca Lollobrigida                                      | Guo Dan                | Ho-Chen Yang      |
| 20.000 m Eliminación               | Fabriana Arias                                              | Francesca Lollobrigida | Mayra Arias       |
| 5.000 m Relevos                    | Alemania · Laethisia Schimek · Josie Hofmann · Mareike Thum | Italia                 | China             |
| Larga distancia                    |                                                             |                        |                   |
| 42.195 m Marathon                  | Liu-Hsuan Liu                                               | Yu-Ting Huan           | Clémence Halbout  |

## Hombres
| Distancia                   | Oro               | Plata            | Bronce                                                     |
| Pista                       | Pista             | Pista            | Pista                                                      |
| --------------------------- | ----------------- | ---------------- | ---------------------------------------------------------- |
| 300 m Contrarreloj          | Simon Albrecht    | Emanuelle Silva  | Andrés Jiménez                                             |
| 500 m Sprint                | Gwendal Le Pivert | Such-Ul Jang     | Elton De Souza                                             |
| 1.000 m Sprint              | Peter Michael     | Andrés Muñoz     | Andrés Jiménez                                             |
| 10.000 m Puntos/Eliminación | Ken Kuwada        | Manuel Saavedra  | Geun-Seong Son                                             |
| 15.000 m Eliminación        | Peter Michael     | Alex Cujavante   | Ewen Fernandez                                             |
| 3.000 m Relevos             | Colombia          | Francia          | Argentina                                                  |
| Ruta                        |                   |                  |                                                            |
| 100 m Sprint                | Jorge Martínez    | Ioseba Fernández | Simon Albrecht                                             |
| 1 Vuelta                    | Gwendal Le Pivert | Jhoan Guzmán     | Andrés Muñoz                                               |
| 10.000 m Puntos             | Ewen Fernandez    | Julio Mirena     | Diogo Marreiros                                            |
| 20.000 m Eliminación        | Alex Cujavante    | Juan Sanz        | Ewen Fernandez                                             |
| 5.000 m Relevos             | Francia           | Italia           | Alemania · Simon Albrecht · Thimo Kießlich · Felix Rijhnen |
| Larga distancia             |                   |                  |                                                            |
| 42.195 m Marathon           | Juan Cruz Araldi  | Peter Michael    | Riccardo Bugari                                            |

## Medallero
| Pos. | País           | Oro | Plata | Bronce | Total |
| ---- | -------------- | --- | ----- | ------ | ----- |
| 1.   | Colombia       | 6   | 9     | 5      | 20    |
| 2.   | Francia        | 4   | 1     | 4      | 9     |
| 3.   | Italia         | 3   | 3     | 1      | 7     |
| 4.   | Argentina      | 3   | 0     | 2      | 5     |
| 5.   | Alemania       | 2   | 1     | 3      | 6     |
| 6.   | Chile          | 2   | 1     | 0      | 3     |
| 6.   | Nueva Zelanda  | 2   | 1     | 0      | 3     |
| 8.   | China Tapei    | 1   | 1     | 2      | 4     |
| 9.   | México         | 1   | 0     | 0      | 1     |
| 10.  | Venezuela      | 0   | 3     | 0      | 3     |
| 11.  | Corea del Sur  | 0   | 2     | 4      | 6     |
| 12.  | China          | 0   | 1     | 1      | 2     |
| 13.  | España         | 0   | 1     | 0      | 1     |
| 14.  | Estados Unidos | 0   | 0     | 1      | 1     |
| 14.  | Portugal       | 0   | 0     | 1      | 1     |